# R-7
R-7 (NATO: SS-6 Sapwood, inna nazwa pocisku: Semiorka) — pierwszy wprowadzony do czynnej służby operacyjnej radziecki pocisk balistyczny o zasięgu międzykontynentalnym (ICBM).

## Geneza
Pierwsze szkice pocisku zostały wykonane w trakcie prac nad projektem T-1 – teoretycznymi i eksperymentalnymi wymaganiami dla dwustopniowego pocisku balistycznego o zasięgu pomiędzy 7 a 8 tysięcy kilometrów, których określenie zostało zarządzone dekretem rządowym z 13 lutego 1953 roku. Masa przenoszonego na tę odległość ładunku, który oryginalnie miał być ładunkiem konwencjonalnym, sięgać miała 3 ton. W październiku 1953 roku – krótko po pierwszym teście ładunku termojądrowego – specyfikacja została zmieniona, a nowa masa ładunku określona została na 5,5 tony, przy wadze samej głowicy wynoszącej 3 tony. Zwiększenie całkowitej masy przenoszonego ładunku, doprowadziło do konieczności znacznych zmian projektu pocisku, którego masa startowa wzrosła z tego powodu ze 170 do aż 280 ton.
Rządowy dekret autoryzujący rozwój nowego pocisku balistycznego, wydany został 20 maja 1954 roku. Pocisk ten otrzymał oznaczenie R-7 oraz numer kodowy 8K71. Z uwagi na fakt, iż większość prac wstępnych nad projektem, została wykonana już w trakcie prac nad projektem T-1, projekt wstępny pocisku ukończono już w lipcu 1954 roku, zaś jego zatwierdzenie przez Radę Ministrów ZSRR nastąpiło 20 listopada 1954 roku. 20 marca 1956 roku natomiast, wydano dekret autoryzujący zasady testów tego pocisku, oraz inne warunki na których oparte miały być dalsze prace konstrukcyjne.

## Pochodne konstrukcje
Zmodyfikowany pocisk R-7 posłużył do wyniesienia w 1957 roku pierwszego sztucznego satelity Sputnik 1.
Na bazie pocisku R-7 powstało wiele rakiet nośnych wykorzystywanych przez ZSRR, a później Federację Rosyjską, m.in.:
- 1. Rakiety Wostok i Woschod – użyte podczas pierwszych radzieckich załogowych lotów w kosmos.
- 2. Rakieta Mołnia (od 1964 Mołnia-M) – użyta do wynoszenia satelitów i sond międzyplanetarnych.
- 3. Rodzina rakiet Sojuz – przeznaczona do wynoszenia satelitów, statków załogowych Sojuz i zaopatrzeniowych statków Progress.